# 1986 en Malaisie
Cet article présente les faits marquants de l'année 1986 en Malaisie.

## Gouvernement
- Premier ministre : Mahathir Mohamad

## Évènements
- 7 janvier : Ling Liong Sik est devenu ministre des Transports.
- 22 mars : Le Musée P. Ramlee, situé à Jalan Dedap, Taman P. Ramlee, Setapak, Kuala Lumpur, a été ouvert au public.
- 17 juillet : Le Musée du Palais du Sultanat de Malacca a été officiellement inauguré le 17 juillet 1986 par le Premier ministre Mahathir Mohamad[1].
- 3 août : Élections législatives malaisiennes de 1986
- 6 décembre : L'île de Langkawi a acquis le statut de zone franche.